# NGC 2022
NGC 2022 is een planetaire nevel in het sterrenbeeld Orion. Het hemelobject ligt 7000 lichtjaar van de Aarde verwijderd en werd op 28 december 1785 ontdekt door de Duits-Britse astronoom William Herschel.

## Synoniemen
- GC 1225
- H 4.34
- h 365
- PN G196.6-10.9
- PK 196-10.1